# Escrime à l'Universiade d'été de 2019
 (juillet 2019).
Navigation
2017 2021
L’escrime est disputée lors de l’Universiade d'été de 2019 où elle se déroule au PalaUniSa du CUS Salerno à Baronissi du 4 au 9 juillet 2019. 12 titres sont attribués, un pour chaque arme, individuelle et par équipes.

## Résultats

### Hommes
| Épreuve             | Or                                                                          | Argent                                                                       | Bronze                                                                                 |
| ------------------- | --------------------------------------------------------------------------- | ---------------------------------------------------------------------------- | -------------------------------------------------------------------------------------- |
| épée individuelle   | Martin Rubeš                                                                | Dmitriy Gusev                                                                | Jang Hyo-min                                                                           |
| épée individuelle   | Martin Rubeš                                                                | Dmitriy Gusev                                                                | Wojciech Kolańczyk                                                                     |
| fleuret individuel  | Damiano Rosatelli                                                           | Guillaume Bianchi                                                            | Meddy Elice                                                                            |
| fleuret individuel  | Damiano Rosatelli                                                           | Guillaume Bianchi                                                            | Yūto Ueno                                                                              |
| sabre individuel    | Oh Sang-uk                                                                  | Frederic Kindler                                                             | Matteo Neri                                                                            |
| sabre individuel    | Oh Sang-uk                                                                  | Frederic Kindler                                                             | Răzvan Ursachi                                                                         |
| épée par équipes    | Corée du Sud- Jang Hyo-min - Jang Minh-yeok - Lee Seung-hyun - Seo Jung-min | Russie- Alan Fardzinov - Dmitriy Gusev - Dmitrii Shvelidze - Artem Tselyshev | Italie- Lorenzo Bucci - Valerio Cuomo - Federico Vismara                               |
| sabre par équipes   | Corée du Sud- Choi Min-seo - Jeong Han-gil - Jung Jae-seung - Oh Sang-uk    | Allemagne- Raoul Bonah - Lorenz Kempf - Frederic Kindler                     | France- Jean-Philippe Patrice - Sébastien Patrice - Maxime Pianfetti - Wallerand Roger |
| fleuret par équipes | Italie- Guillaume Bianchi - Francesco Ingargiola - Damiano Rosatelli        | Corée du Sud- Choi Min-Seo - Jang Hyo-Min - Seo Jung-Min - Myeong Cheol      | Russie- Iskander Akhmetov - Alan Fardzinov - Askar Khamzin - Gregoriy Semenyuk         |

### Femmes
| Épreuve             | Or                                                                             | Argent                                                                              | Bronze                                                                     |
| ------------------- | ------------------------------------------------------------------------------ | ----------------------------------------------------------------------------------- | -------------------------------------------------------------------------- |
| épée individuelle   | Alexandra Louis-Marie                                                          | Evgeniya Zharkova                                                                   | Nikol Tal                                                                  |
| épée individuelle   | Alexandra Louis-Marie                                                          | Evgeniya Zharkova                                                                   | Roberta Marzani                                                            |
| fleuret individuel  | Erica Cipressa                                                                 | Morgane Patru                                                                       | Camilla Mancini                                                            |
| fleuret individuel  | Erica Cipressa                                                                 | Morgane Patru                                                                       | Mălina Călugăreanu                                                         |
| sabre individuel    | Sara Balzer                                                                    | Lucia Lucarini                                                                      | Michela Battiston                                                          |
| sabre individuel    | Sara Balzer                                                                    | Lucia Lucarini                                                                      | Jeon Su-In                                                                 |
| épée par équipes    | Russie- Anna Koroleva - Daria Martynyuk - Maria Obraztsova - Evgeniya Zharkova | Italie- Eleonora De Marchi - Nicol Foietta - Roberta Marzani                        | Pologne- Anna Mroszczak - Kamila Pytka - Martyna Swatowska - Jagoda Zagala |
| sabre par équipes   | Italie- Michela Battiston - Rebecca Gargano - Lucia Lucarini                   | Russie- Alexandra Klimova - Anna Koroleva - Oksana Martines-Hauregi - Anna Smirnova | France- Sara Balzer - Rozene Castanie - Sarah Noutcha - Margaux Rifkiss    |
| fleuret par équipes | Italie- Erica Cipressa - Camilla Mancini - Martina Sinigalia                   | France- Rozene Castanie - Constance Catarzi - Morgane Patru - Margaux Rifkiss       | Corée du Sud- Kim Hye-Ji - Ko Chae-Yeong - Ko Yein - Shin Kyu-Jung         |